# Championnats d'Europe de breakdance
Les Championnats d'Europe de breakdance sont une compétition sportive organisée annuellement par la Fédération mondiale de danse sportive, qui voit s'affronter les meilleurs pratiquants de breakdance du continent européen.
La première édition de cette compétition continentale a lieu en 2021.

## Éditions
| Édition | Année | Lieu       | Champion                            | Championne                           |
| ------- | ----- | ---------- | ----------------------------------- | ------------------------------------ |
| 1re     | 2021  | Sotchi     | Konstantin Eliseitsev (Kosto) (RUS) | Natalia Kiliachikhina (Kastet) (RUS) |
| 2e      | 2022  | Manchester | Danis Civil (Dany) (FRA)            | India Dewi Sardjoe (India) (NED)     |
| 3e      | 2023  | Almería    | Menno van Gorp (Menno) (NED)        | Dominika Banevič (Nicka) (LTU)       |